# حكومة ياسر عرفات الثانية
حكومة ياسر عرفات الثانية هي الحكومة الفلسطينية الثانية، كانت برئاسة رئيس السلطة الوطنية الفلسطينية ياسر عرفات، واستمرت منذ 16 مايو 1996 حتى 9 أغسطس 1998.

## التاريخ
شُكلت حكومة ياسر عرفات الثانية جراء توقيع منظمة التحرير الفلسطينية ممثلةً بالسلطة الوطنية الفلسطينية وإسرائيل الاتفاق الانتقالي بشأن الضفة الغربية وقطاع غزة في 28 سبتمبر 1995، والذي منح السلطة الوطنية الفلسطينية امتداد ولايتها على مناطق جديدة في الأراضي الفلسطينية. وإجراء الانتخابات العامة الفلسطينية في 20 يناير 1996، والتي تضمنت الانتخابات الرئاسية الأولى والتشريعية الأولى.

## تشكيلة الحكومة
تكون مجلس وزراء حكومة ياسر عرفات الثانية من 24 وزارةً، و22 وزيرًا منهم سيدتان فقط.
كان 4 وزراء من أعضاء اللجنة التنفيذية لمنظمة التحرير الفلسطينية، و15 وزيرًا من أعضاء المجلس التشريعي الفلسطيني الأول. احتفظ 12 وزيرًا من حكومة ياسر عرفات الأولى بمناصبهم في حكومته الثانية.
استحدثت في الحكومة 4 وزارات جديدة هي: التعليم العالي والتموين والصناعة وملف القدس. بالإضافة إلى منصب أمين عام مجلس الوزراء.
| ت  | الاسم                               | صورة | الحقيبة الوزارية                                                   | الحزب                 | ملاحظات                                                                          |
| -- | ----------------------------------- | ---- | ------------------------------------------------------------------ | --------------------- | -------------------------------------------------------------------------------- |
| 1  | ياسر عرفات                          |      | رئيس السلطة الوطنية الفلسطينية وزير الداخلية وزير التربية والتعليم | حركة فتح              | رئيس اللجنة التنفيذية لمنظمة التحرير الفلسطينية من الحكومة السابقة               |
| 2  | ماهر نشأت طاهر المصري               |      | وزير الاقتصاد والتجارة                                             | حركة فتح              | عضو المجلس التشريعي الفلسطيني الأول عن دائرة نابلس                               |
| 3  | نبيل علي رشيد شعث                   |      | وزير التخطيط والتعاون الدولي                                       | حركة فتح              | عضو المجلس التشريعي الفلسطيني الأول عن دائرة خان يونس من الحكومة السابقة         |
| 4  | صائب محمد صالح عريقات               |      | وزير الحكم المحلي                                                  | حركة فتح              | عضو المجلس التشريعي الفلسطيني الأول عن دائرة أريحا من الحكومة السابقة            |
| 5  | رياض ذيب سليم الزعنون               |      | وزير الصحة                                                         | حركة فتح              | عضو المجلس التشريعي الفلسطيني الأول عن دائرة غزة من الحكومة السابقة              |
| 6  | فريح مصطفى فريح أبو مدين            |      | وزير العدل                                                         | حركة فتح              | عضو المجلس التشريعي الفلسطيني الأول عن دائرة دير البلح من الحكومة السابقة        |
| 7  | جميل يوسف مصلح الطريفي              |      | وزير الشؤون المدنية                                                | حركة فتح              | عضو المجلس التشريعي الفلسطيني الأول عن دائرة رام الله والبيرة من الحكومة السابقة |
| 8  | عبد العزيز علي عبد العزيز شاهين     |      | وزير التموين                                                       | حركة فتح              | عضو المجلس التشريعي الفلسطيني الأول عن دائرة رفح                                 |
| 9  | انتصار مصطفى محمود الوزير           |      | وزيرة الشؤون الاجتماعية                                            | حركة فتح              | عضو المجلس التشريعي الفلسطيني الأول عن دائرة غزة من الحكومة السابقة              |
| 10 | ياسر عبد ربه                        |      | وزير الثقافة والإعلام                                              | حزب فدا               | عضو اللجنة التنفيذية لمنظمة التحرير الفلسطينية من الحكومة السابقة                |
| 11 | طلال محمد عبد الرزاق سدر            |      | وزير الشباب والرياضة                                               | مستقل                 |                                                                                  |
| 12 | سمير غوشة                           |      | وزير العمل                                                         | جبهة النضال الشعبي    | عضو اللجنة التنفيذية لمنظمة التحرير الفلسطينية من الحكومة السابقة                |
| 13 | محمد زهدي النشاشيبي                 |      | وزير المالية                                                       | مستقل                 | عضو اللجنة التنفيذية لمنظمة التحرير الفلسطينية من الحكومة السابقة                |
| 14 | حنان داود خليل عشراوي               |      | وزيرة التعليم العالي                                               | مستقل                 | عضو المجلس التشريعي الفلسطيني الأول عن دائرة القدس                               |
| 15 | علي إبراهيم غزال القواسمي           |      | وزير المواصلات                                                     | حركة فتح              | عضو المجلس التشريعي الفلسطيني الأول عن دائرة الخليل                              |
| 16 | عماد عبد الحميد عبد الهادي الفالوجي |      | وزير الاتصالات                                                     | مستقل                 | عضو المجلس التشريعي الفلسطيني الأول عن دائرة شمال غزة                            |
| 17 | إلياس فريج                          |      | وزير السياحة                                                       | مستقل                 | من الحكومة السابقة                                                               |
| 18 | حسن فطين طهبوب                      |      | وزير الأوقاف والشؤون الدينية                                       | مستقل                 | من الحكومة السابقة                                                               |
| 19 | عزام نجيب مصطفى الأحمد              |      | وزير الأشغال العامة                                                | حركة فتح              | عضو المجلس التشريعي الفلسطيني الأول عن دائرة جنين                                |
| 20 | عبد الرحمن توفيق عبد الهادي حمد     |      | وزير الإسكان                                                       | حركة فتح              | عضو المجلس التشريعي الفلسطيني الأول عن دائرة شمال غزة                            |
| 21 | فيصل الحسيني                        |      | وزير ملف القدس                                                     | حركة فتح              | عضو اللجنة التنفيذية لمنظمة التحرير الفلسطينية                                   |
| 22 | بشير البرغوثي                       |      | وزير الصناعة                                                       | حزب الشعب             |                                                                                  |
| 23 | عبد الجواد صالح عطا الحمايل         |      | وزير الزراعة                                                       | مستقل                 | عضو المجلس التشريعي الفلسطيني الأول عن دائرة رام الله والبيرة                    |
| /  | أحمد عبد الرحمن                     |      | أمين عام مجلس الوزراء                                              | أمين عام مجلس الوزراء | أمين عام مجلس الوزراء                                                            |

## الاستقالة
قدمت حكومة ياسر عرفات الثانية استقالتها نتيجة إصدار هيئة الرقابة العامة الفلسطينية تقريرًا لها حول مظاهر الفساد، وغياب الهيكل التنظيمي والمؤسسي بالإضافة إلى التضخم الوظيفي وإهدار المال العام في مؤسسات السلطة الوطنية الفلسطينية.

## وصلات خارجية
- موقع مجلس الوزراء